# Apple A7
Apple A7 là một hệ thống đơn chip 64-bit (SoC) được thiết kế bởi Apple. Bộ vi xử lý được Apple sản xuất và xuất hiện lần đầu tiên trên iPhone 5S được ra mắt vào ngày 10 tháng 9 năm 2013. Apple tuyên bố rằng nó có tốc độ gấp đôi và hiệu năng đồ họa gần gấp đôi khi so với bộ vi xử lý tiền nhiệm Apple A6 của nó. Mặc dù không phải là CPU ARM 64 bit đầu tiên, nó là vi xử lý ARM 64 bit đầu tiên được xuất xưởng trong điện thoại thông minh hoặc máy tính bảng cho người tiêu dùng. Bản cập nhật cao nhất cho các thiết bị chạy chip này là iOS 12.5.7.